# Burguillos de Toledo
Burguillos de Toledo ist ein Dorf und eine zentralspanische Gemeinde (municipio) mit 3.743 Einwohnern (Stand: 2024) in der Provinz Toledo in der Autonomen Gemeinschaft Kastilien-La Mancha.

## Lage
Burguillos de Toledo liegt etwa acht Kilometer südsüdöstlich von Toledo in der historischen Provinz La Mancha in einer Höhe von ca. 675 m. Der Cerro Gordo ist die höchste Erhebung der Gemeinde mit 838 m.
Das Klima im Winter ist rau, im Sommer dagegen trocken und warm; der wenige Regen (ca. 453 mm/Jahr) fällt überwiegend in den Wintermonaten.

## Bevölkerungsentwicklung
| Jahr      | 1970 | 1981 | 1991 | 2001 | 2011 | 2021 |
| Einwohner | 600  | 520  | 676  | 1040 | 2734 | 3390 |

## Sehenswürdigkeiten
- Magdalenenkirche
- Blasiuskapelle

## Gemeindepartnerschaften
Mit den spanischen Gemeinden Burguillos del Cerro in der Provinz Badajoz (Extremadura) und Burguillos de Sevilla in der Provinz Sevilla (Andalusien) bestehen Partnerschaften.